# UFC 252
UFC 252: Miocic vs. Cormier 3 è stato un evento di arti marziali miste tenuto dalla Ultimate Fighting Championship il 15 agosto 2020 all'UFC APEX di Las Vegas, negli Stati Uniti.

## Risultati
|                                        | Divisione               |                       |                 |                   | Metodo                                  | Round           | Tempo           | Premio          |
| Card Principale                        | Card Principale         | Card Principale       | Card Principale | Card Principale   | Card Principale                         | Card Principale | Card Principale | Card Principale |
| -------------------------------------- | ----------------------- | --------------------- | --------------- | ----------------- | --------------------------------------- | --------------- | --------------- | --------------- |
| Sfida valida per il titolo di campione | Pesi massimi            | Stipe Miocic (c)      | batte           | Daniel Cormier    | Decisione unanime (49–46, 49–46, 48–47) | 5               | 5:00            |                 |
|                                        | Pesi gallo              | Marlon Vera           | batte           | Sean O'Malley     | KO tecnico (gomitate e pugni)           | 1               | 4:40            |                 |
|                                        | Pesi massimi            | Jairzinho Rozenstruik | batte           | Junior dos Santos | KO tecnico (pugni)                      | 2               | 3:47            |                 |
|                                        | Catchweight (149.5 lbs) | Daniel Pineda         | batte           | Herbert Burns     | KO tecnico (gomitate)                   | 2               | 4:37            | POTN            |
|                                        | Pesi gallo              | Merab Dvalishvili     | batte           | John Dodson       | Decisione unanime (30–27, 30–27, 30–27) | 3               | 5:00            |                 |
| Card Preliminare (ESPN)                |                         |                       |                 |                   |                                         |                 |                 |                 |
|                                        | Pesi leggeri            | Vinc Pichel           | batte           | Jim Miller        | Decisione unanime (29–28, 29–28, 29–27) | 3               | 5:00            |                 |
|                                        | Pesi paglia femminili   | Virna Jandiroba       | batte           | Felice Herrig     | Sottomissione (armbar)                  | 1               | 1:44            | POTN            |
|                                        | Catchweight (146.5) lbs | Daniel Chavez         | batte           | TJ Brown          | Decisione unanime (29–28, 29–28, 29–28) | 3               | 5:00            |                 |
|                                        | Pesi paglia femminili   | Lívia Renata Souza    | batte           | Ashley Yoder      | Decisione unanime (29–28, 29–28, 30–27) | 3               | 5:00            |                 |
| Card Preliminare (UFC Fight Pass)      |                         |                       |                 |                   |                                         |                 |                 |                 |
|                                        | Pesi massimi            | Chris Daukaus         | batte           | Parker Porter     | KO tecnico (pugni e ginocchiate)        | 1               | 4:28            |                 |
|                                        | Pesi piuma              | Kai Kamaka III        | batte           | Tony Kelley       | Decisione unanime (29–28, 29–28, 29–28) | 3               | 5:00            | FOTN            |

## Premi
I lottatori premiati ricevettero un bonus di 50.000 dollari.
Legenda:
- FOTN: Fight of the Night (vengono premiati entrambi gli atleti per il miglior incontro dell'evento)
- POTN: Performance of the Night (viene premiato il vincitore per la migliore performance dell'evento)